# 影の内閣
影の内閣（かげのないかく、英語: Shadow Cabinet）は、野党が設置する政策立案機関である。

## 概説
ウェストミンスター・システムによる議院内閣制を採用している国で実施されており、野党第1党が、所属する国会議員を中心に構成している。影の内閣は行政権は持っておらず、
政府・与党内閣のカウンターパートナーとして組織を形成しており、政府の政策や事業をチェックし、代替政策を提示する。

## イギリスにおける影の内閣
イギリスでは野党第1党（「公式野党」Official Opposition、あるいは「陛下の野党」）の党首（Leader of the Opposition）が、影の首相に就任し、党所属国会議員から影の閣僚を政府の各省の担当領域ごとに任命して影の内閣を組織する。影の内閣はイギリス政府・与党の内閣と対する組織として存在する。健全な議会政治において政権交代と野党の政策立案能力が必須であるという考えに基づき、影の内閣は公職とされ、その運営には予算が計上され、議会内に影の内閣専用の執務室が提供される。影の内閣は、内閣と同様に定期的に会議を開き、政府の政策への批判、代案の提出を行う。
下院本会議場では、内閣が与党席前列に着席するのに対し、影の内閣は野党席前列に着席し、相互に向き合う形になっている。クエスチョンタイムでは、答弁閣僚の正面に影の閣僚が着席し、その影の閣僚に特別の質問枠が与えられる。
総選挙で野党が勝利し政権を奪取した場合には、影の内閣のメンバーの大部分はそのまま新内閣の大臣に就任することが一般的である。

## 日本における影の内閣
日本では、1990年代以降、野党第1党が影の内閣を模した政策立案機関を組織している。
1. 「シャドーキャビネット」：日本社会党が1991年9月 - 1993年8月に組織した。
2. 「明日の内閣」：新進党が1994年12月 - 1997年12月に組織していた。
3. 「次の内閣」：民主党が1999年10月 - 2009年9月と2012年12月 - 2016年3月に組織していた。
4. 「シャドウ・キャビネット」：自由民主党が2010年9月 - 2012年12月に組織していた。
5. 「次の内閣」：民進党が2016年3月 - 2018年5月に組織していた。
6. 「次の内閣」：立憲民主党が2022年8月 - から組織している。

ただし、日本では閣僚の在任期間が短く、衆議院総選挙後に与党の枠組みが変わらず引き続き同じ首相が指名された場合でも閣僚を大幅に入れ替える慣行もあり、影の内閣の名簿は政権獲得時の新内閣の閣僚名簿にはあまり反映されていない。また、政権参加以前の社会党や2009年に下野してから政権復帰するまでの自民党は、連立による政権獲得を目指していたが、影の内閣に共闘政党のメンバーを入閣させることもなかった。
民進党は希望の党と旧立憲民主党に分裂し、その後2020年に新立憲民主党が結党され、2021年9月9日、福山哲郎幹事長は衆院選に向けて「どういう形で閣僚を作るのか、全部とは言わないがどこかの時点で言わないといけない」と述べたが、結局発表等は行われず、次の内閣は組織されていなかったが、2022年8月26日、泉健太代表が設置を表明した。

## 各国の影の内閣
- オーストラリア - w:Shadow cabinet of Australia